# Lisková
Lisková je obec na Slovensku v okrese Ružomberok v Žilinském kraji. Žije v ní přibližně 2 000 obyvatel. První písemná zmínka o obci pochází z roku 1252.

## Pamětihodnosti
Dominantou obce je katolický Kostel Proměnění Páně ze třicátých 20. století, který byl postaven na místě raně gotické stavby starého kostelíka, ze kterého se zachovala pouze barokní věž. V katastrálním území obce leží přírodní památka Skalná päsť a zasahují do ní části národních přírodních rezervací Liskovská jeskyně, Choč a přírodní rezervace Ivachnovský luh a Mohylky.

## Rodáci
- Vavro Šrobár (9. srpna 1867 Lisková – 6. prosince 1950 Olomouc) – slovenský lékař, politik, ústřední postava meziválečné slovenské politiky v Československu

## Partnerská města
- Kravaře, Česko